# Maguirami
Maguirami (auch: Maguiromi) ist ein Dorf in der Landgemeinde Tirmini in Niger.

## Geographie
Das von einem traditionellen Ortsvorsteher (chef traditionnel) geleitete Dorf befindet sich rund 21 Kilometer nordwestlich des Hauptorts Tirmini der gleichnamigen Landgemeinde, die zum Departement Takeita in der Region Zinder gehört. Zu weiteren Siedlungen in der Umgebung von Maguirami zählen Maï Komboroua im Nordwesten, Doussaram, Gobro und Tagouayé im Südosten, Toudoun Aggoua im Süden sowie Gao Gayamba Saboua im Westen.
Es herrscht das Klima der Sahelzone vor, mit einer durchschnittlichen jährlichen Niederschlagsmenge zwischen 300 und 400 mm.

## Bevölkerung
Bei der Volkszählung 2012 hatte Maguirami 741 Einwohner, die in 111 Haushalten lebten. Bei der Volkszählung 2001 betrug die Einwohnerzahl 1396 in 239 Haushalten und bei der Volkszählung 1988 belief sich die Einwohnerzahl auf 1104 in 219 Haushalten.
Die Bevölkerungsdichte in diesem Gebiet ist mit über 100 Einwohnern je Quadratkilometer hoch.

## Wirtschaft und Infrastruktur
Das Gebiet der Ebenen im Süden der Region Zinder, in dem Maguirami liegt, ist von einer anhaltenden Degradation der ackerbaulichen Flächen gekennzeichnet, die mit der hohen Bevölkerungsdichte in Zusammenhang steht. Mit einem Centre de Santé Intégré (CSI) ist ein Gesundheitszentrum im Dorf vorhanden. Es verfügt über ein eigenes Labor und eine Entbindungsstation.